# Pfarrverweser
Pfarrverweser oder einfach Verweser ist die in Deutschland und der Deutschschweiz verbreitete Bezeichnung für einen Stellvertreter im Pfarramt bzw. für einen nicht durch Wahl durch die Gemeinde eingesetzten Pfarrer.
Die offizielle evangelische Bezeichnung lautet vielerorts Pfarrer zur Anstellung oder auch Pfarradministrator. Dies betrifft in Deutschland insbesondere angehende Pfarrer nach dem II. kirchlichen Examen und dem Vikariat oder Lehrvikariat.
In der Evangelischen Kirche im Rheinland (EKiR) wird als Pfarrverweser eine Person (in der Regel ein Pfarrer im Probedienst) bezeichnet, die während einer Pfarrvakanz die Vertretung übernimmt und dabei mit allen Rechten eines Pfarrstelleninhabers ausgestattet ist (insbesondere stimmberechtigte Mitgliedschaft im Presbyterium). In der Praxis der EKiR werden keine Pfarrverweser mehr bestellt.
In der reformierten Schweiz ist die Stellvertretung der Pfarrstellen unterschiedlich geregelt. In der Reformierten Kirche Kanton Zürich, werden Pfarrverweser beispielsweise vom kantonalen Kirchenrat auf frei gewordene Pfarrstellen abgeordnet, bis diese wieder auf ordentlichem Wege durch Volkswahl definitiv besetzt werden können. Die provisorisch besetzte Stelle heißt in diesem Falle Verweserei; eine solche darf nicht länger als zwei Jahre dauern.
In der Reformierten Landeskirche Aargau ist hingegen die provisorische Besetzung von Pfarrstellen Sache der Kirchenpflege.
In der Alt-Katholischen Kirche in Deutschland beinhaltet das Amt eines Pfarrverweser die Wahrnehmung aller pfarramtlichen Rechte während einer Pfarrvakanz. Zu der interimistischen oder dauerhaften Ausübung dieses Amtes kann nur ein Priester bestellt werden. Dabei ist es unerheblich, ob es sich um einen Priester im Lehrvikariat oder den Pfarrer einer anderen Pfarrgemeinde handelt. Ein mit den Aufgaben eines Pfarrverwesers betrautem Priester wird, sofern er nicht bereits Pfarrer ist, regelmäßig die Dienstbezeichnung „Pfarrer“ verliehen, so dass der Begriff „Pfarrverweser“ lediglich kirchenrechtlich, nicht aber umgangssprachlich von Bedeutung ist.
Nach römisch-katholischem Kirchenrecht wird ein Pfarrverwalter oder Pfarrverweser bei länger andauernder oder endgültiger Abwesenheit des  Pfarrers vom Bischof eingesetzt. Begrifflich ist der Pfarrverweser ein Unterfall des Pfarradministrators gem. can. 539 CIC. Dieser vertritt den Pfarrer dann in allen Pflichten und besitzt dieselben Rechte.